# Pęczek
Pęczek – mały pęk, pewna liczba złożonych równo i połączonych ze sobą przedmiotów. Pojęcie stosowane jest w różnych dziedzinach, m.in. w towaroznawstwie, biologii i anatomii, a także w języku potocznym.

## Towaroznawstwo

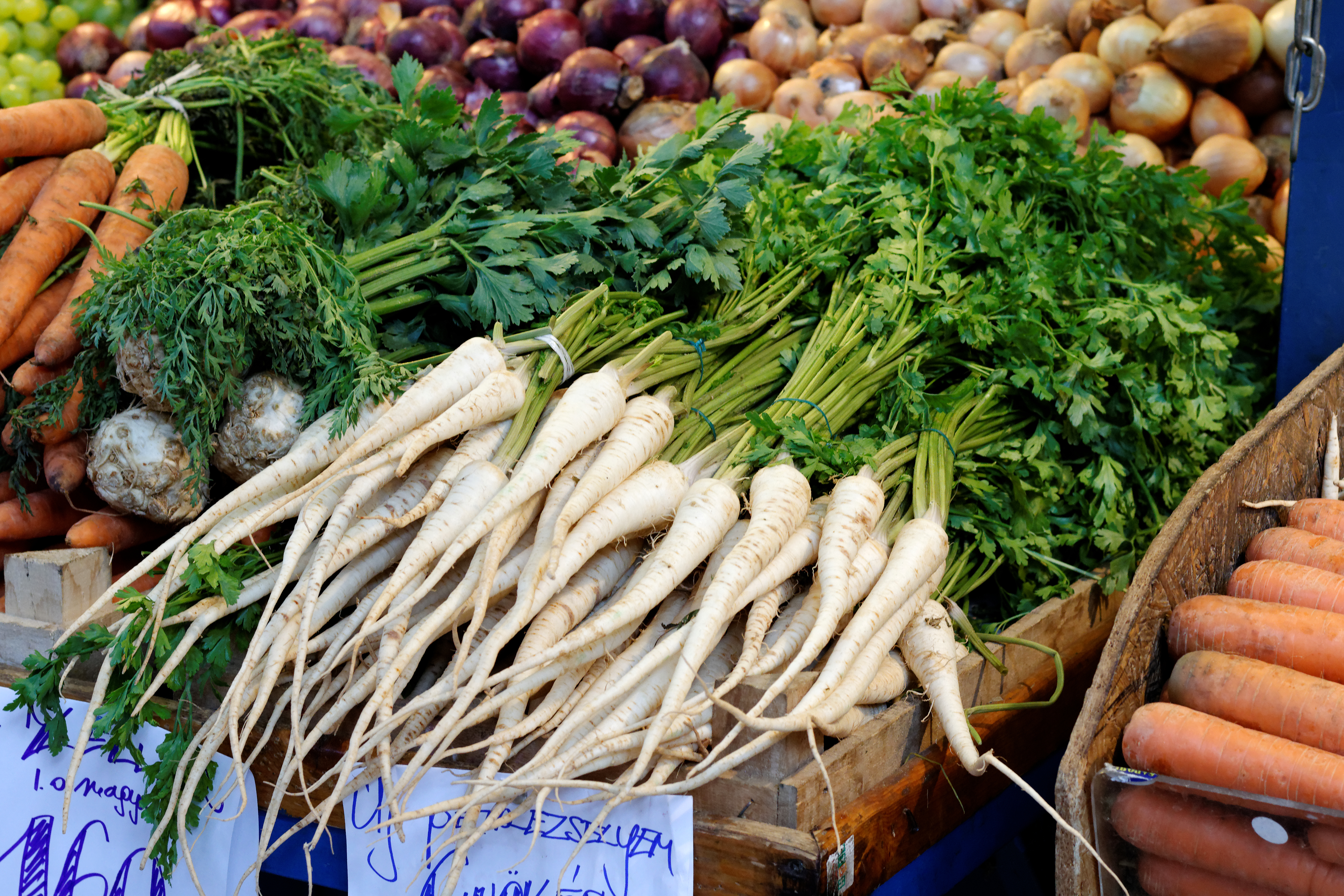
Pęczki warzyw na straganie

Umowna, nieokreślona dokładnie miara stosowana dla niektórych warzyw (np. do pietruszki, szczypiorku, koperku, rzodkiewki), ziół i kwiatów.

## Anatomia

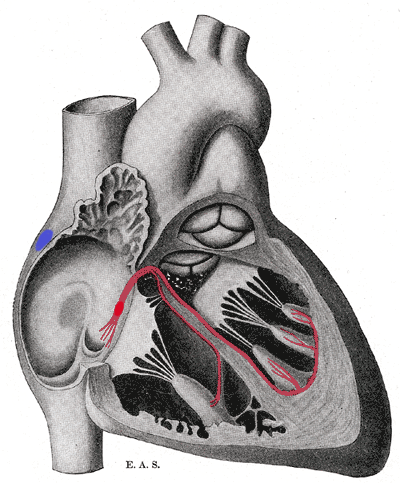
Przekrój serca. Pęczek Hisa i jego rozgałęzienia zaznaczone na czerwono

W anatomii pęczkami nazywa się wybrane grupy włókien nerwowych będących jednostkami anatomicznymi (np. pęczek łukowaty, pęczek smukły lub pęczek Hisa) lub grupy włókien mięśniowych.

## Zobacz też

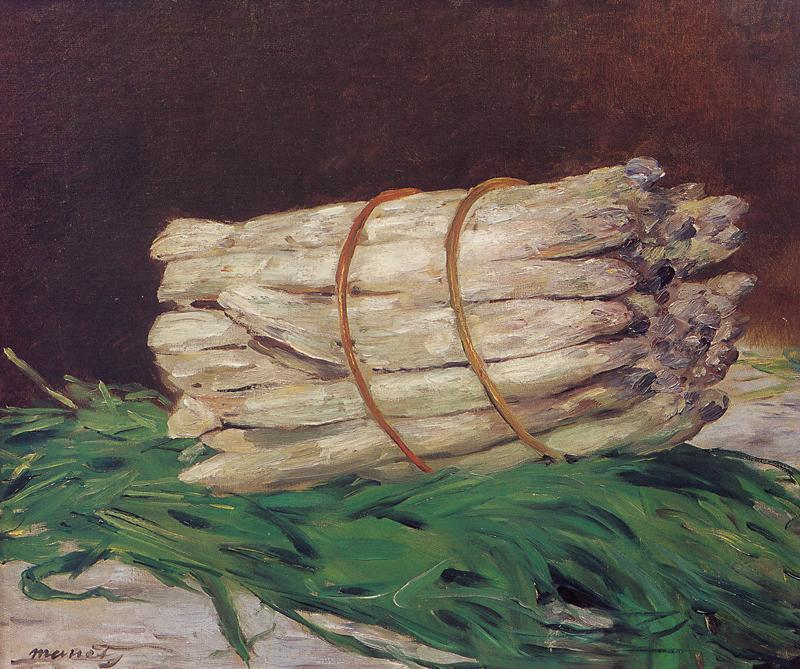
Obraz „Pęczek szparagów” Maneta